# Pinus maximartinezii
Pinus maximartinezii là một loài thực vật hạt trần trong họ Thông. Loài này được Rzed. miêu tả khoa học đầu tiên năm 1964.